# Barátikör.com
A baratikor.com EU-tagországokban, főleg Lettországban és Magyarországon közösen fejlesztett ismeretségi hálózat, amely 2008. január 20-án több, mint 2 200 000 taggal rendelkezett Európa számos országából.
Az iWiW-hez hasonló, ismertségi hálózatot építő és menedzselő oldalnak 27 nyelven van variánsa. Kizárólag meghívással lehet a rendszerbe bekerülni.

## Történet
A baratikor.com rendszere 2004 áprilisában indult eredetileg lett nyelven. 2006. február közepe óta érhető el a többnyelvű változat.

## Nyelvek és dialektusok
A baratikor.com jelenleg a következő nyelveken érhető el: magyar, angol, német, francia, portugál, spanyol, olasz, orosz, holland, lett, szlovén, szlovák, cseh, dán, finn, görög, észt, svéd, török, lengyel, litván, norvég, fehérorosz, izlandi
A fenti nyelveken kívül megtalálható még a lett egyik keleti tartományban beszélt dialektusa, a latgaliai is.

## Szolgáltatásai
A baratikor.com rendszerében sok hasznos szolgáltatás található, ezek hasonlóak a Hi5 rendszeréhez.

Menü

### Albumok
A baratikor.com rendszerében a feltöltött képeket albumokba lehet rendezni, címkékkel lehet ellátni, és minden képhez megjegyzést lehet fűzni. Az albumok nézettsége nyomon követhető. A legfrissebben feltöltött albumokat a főmenü-albumok linkjének használatával lehet megtekinteni.
A képekhez kulcsszavak is kapcsolhatók, amelyeket egy címkefelhőben jelenít meg a rendszer, a népszerűségüknek megfelelő betűmérettel.
Más felhasználók albumába is lehet képet feltölteni. A feltöltött képeket mindig a profil tulajdonosa távolíthatja el.

### Statisztika
A baratikor.com rendszerében regisztrálják az átkattintásokat. Minden felhasználó látja, hogy ki mikor nyitotta meg a profilját.
Az egyes felhasználók a meghívó gomb használatával bővíthetik baráti körüket. A rendszerbe a meghívó használatával lehet bekerülni. A már regisztrált tagok e-mail címére küldött meghívó segítségével a barát azonnal a rendszerbe kerül, így az ismeretségi kapcsolat létrehozásához nem kell megkeresni a rendszerben a felhasználó adatlapját.
A baratikor.com rendszerében nincs a meghívók korlátozására kifejlesztett modul, ezért végtelen számú meghívó küldhető.

### Levelezés

#### Küldés
Levél többféleképpen küldhető a rendszeren belüli felhasználóknak. A címzett profiljában az „üzenet küldése” linkre kattintva indítható az üzenetküldés. A levélküldés másik módja, ha a felhasználó elkezdi begépelni a címzett nevét, ekkor a rendszer automatikusan kiegészíti a címzett teljes nevét a felhasználó baráti körében tartozók neve alapján.

#### Kézbesítés
Ha egy üzenetet megnyitottak, akkor a feladó kimenő postaládájában kövér betűtípusról normál betűtípusra változik.

#### Lánclevelek, hoax
A baratikor.com rendszerében nincs lehetőség több címzett részére egyszerre levelet küldeni, ezért nincsenek lánclevelek a rendszerben. A lánclevelek kiküldőit azonnal kizárják a rendszerből.

### Chat
A bejelentkezett felhasználók online valós idejű kommunikációt, azaz chatet kezdeményezhetnek egymással. A chatfelhasználók szobákat hoznak létre, ahol egymással chatelhetnek.
A chat szolgáltatás jelenleg (2006. május 1.) béta-, azaz próbaverzióban fut.

### Most online
A menü felső részén a földgömb mellett mutatja a jelenleg bejelentkezett felhasználók számát. A linkre kattintva listázható a bejelentkezett személyek neve. Minden felhasználó neve mellett egy kis narancssárga jelenik meg, ha be vannak jelentkezve.
A bejelentkezett felhasználókkal chatelni lehet.

### Csoportok
A baratikor.com felhasználói csoportokat hozhatnak létre, ahol fórumokat nyithatnak, képeket oszthatnak meg. A csoportokhoz többszintű adminisztrációs jogok is kapcsolódnak, tehát minden csoportnak van egy gazdája, aki a csoport beállításait elvégzi.
A csoportok lehetnek részben vagy teljesen nyitottak; külön szabályozható, hogy a vendégeknek van-e hozzászólási vagy ellenőrzés nélküli belépési joga.

### Fórum
Létezik egy szerkesztés nélküli fórum, ahol a felhasználók a nyelvi verziójuk szerinti hozzászólásokat látják.

### Blogok
A felhasználóknak lehetősége van weblog írására. A blogok hozzáférhetőségét be lehet állítani. A blogokhoz kulcsszavak is kapcsolhatók, amelyek a népszerűségüknek megfelelő betűmérettel egy címke-felhőben jelennek meg.

### Többnyelvű profilok
A rendszer nemzetköziségéből adódóan a profilok több nyelven is elérhetők.

### Virtuális ajándékok
A felhasználók barátaiknak virtuális ajándékokat küldhetnek. A virtuális ajándékokhoz személyes üzenet is csatolható.
A magyar nyelven küldhető virtuális ajándékok listája a következő:
- szív
- édes csók
- rózsaszál
- virtuális torta
- napraforgó
- malac
- korsó sör
- szerelem madár
- örök gyémánt

### Toplista
A felhasználók nyomon követhetik közvetlen barátaik és másodszintű ismerőseik statisztikáit is.

### SMS
A felhasználók korábban napi 10 SMS-t küldhettek ingyen a saját telefonszámukról, számtalan külföldi és a három magyar mobilszolgáltató készülékeire. Egy SMS-sel 100 karakternyi szöveget lehetett elküldeni, az üzenet többi részét reklámszöveg tette ki. 2007 decemberében a küldhető SMS-ek száma napi 1-re korlátozódott, amely halmozódhatott.
Később ez a lehetőség is megszűnt: jelenleg (2008 augusztusában) a mobilszolgáltatók SMS-árainál valamivel olcsóbban lehet SMS-eket vásárolni emelt díjas SMS-sel vagy bankkártyával, illetve a baratikor.com (fizetős) képeinek, logóinak stb. elküldésével 10-10 bónusz SMS-t kapnak ajándékba a felhasználók.